# Rasiermesser

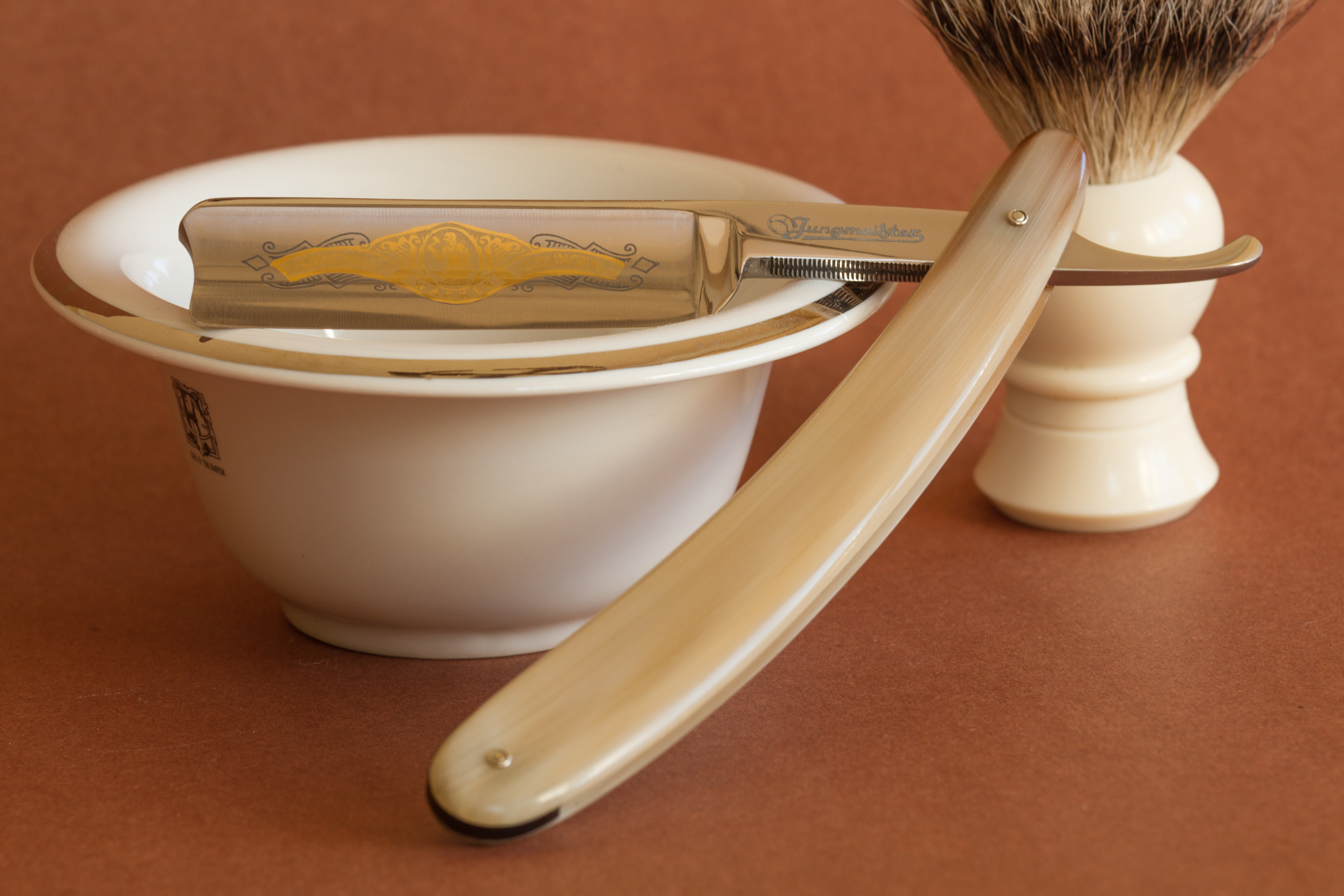
Rasiermesser mit Rasierschale und Dachshaarpinsel

Ein Rasiermesser ist ein sehr scharfes Messer für die Nass-, seltener auch für die Trockenrasur. Es besteht aus einer länglichen Stahlklinge und einem Griff. Die Klinge ist zumeist aus nicht rostfreiem Kohlenstoffstahl gefertigt und hohl geschliffen. Für den Griff werden Materialien wie Holz, Perlmutt, Horn oder auch Kunststoff verwendet. Für die Lagerung und den Transport kann die scharfe Klinge in den Griff eingeklappt werden. Rasiermesser dieser Bauart dominierten im 19. Jahrhundert, der „Goldenen Ära“ des Rasiermessers, und wurden lange Zeit nur noch von professionellen Barbieren verwendet. Seit einigen Jahren finden Rasiermesser auch im Privatbereich wieder eine wachsende Verwendung.
Mit einem Rasiermesser können gründlichere Rasuren erzielt werden als mit Rasierhobeln und Systemrasierern. Jedoch bedarf die Benutzung einer gewissen Übung, um Verletzungen zu vermeiden. Die Klinge muss vor jeder Rasur auf einem Streichriemen abgeledert und in regelmäßigen Abständen nachgeschliffen werden, um die Schärfe der Schneide zu erhalten. Bei einem klassischen Rasiermesser fallen keine Kosten für Wechselklingen an. Es gibt allerdings auch Wechselklingen-Rasiermesser.

## Geschichte

### Bronzezeit
In Ägypten kam das Rasieren des Gesichts in der Frühdynastischen Periode (3100–2686 v. Chr.) zunächst bei den oberen Schichten in Mode und verbreitete sich später auch im Rest der Bevölkerung. Ägyptische, assyrische und babylonische Denkmäler zeigen Hethiter, Äthiopier und Seevölker meist als glatt rasiert. Die meisten Abbildungen ägyptischer Männer zeigen glatt rasierte Gesichter, mit Ausnahme einiger Pharaonen, die geflochtene Kinnbärte tragen. Rasiermesser bestanden aus Feuerstein, Kupfer oder Bronze. Die Existenz von Barbieren ist durch Grabszenen belegt, so etwa im Grab des Userhet (KV45), eines hohen Beamten der 18. Dynastie (1550–1292 v. Chr.).
In Europa sind Rasiermesser nachweislich seit der Mittleren Bronzezeit in Gebrauch. Dabei werden zwei Typen unterschieden, die sich beide vom östlichen Mittelmeerraum aus im übrigen Europa verbreiteten, jedoch zu unterschiedlichen Zeiten. Doppelschneidige Rasiermesser kamen in Mittel- und Westeuropa, einschließlich der britischen Inseln, im 16. Jahrhundert v. Chr. in Gebrauch, einschneidige Rasiermesser dagegen ausschließlich in Skandinavien im 15. Jahrhundert v. Chr. Die Funktion dieser Messer ist laut Frank Gnegel, Autor einer Kulturgeschichte der Selbstrasur, „durch erhaltene Haarreste an den Schneiden eindeutig belegt“.

### Antikes Griechenland
Im antiken Griechenland waren Bärte ein Symbol der Weisheit und Männlichkeit und wurden entsprechend kultiviert. Die altgriechischen Philosophen und Homerischen Helden trugen alle rauschende Bärte. Das Rasieren kam erst im 4. Jh. v. Chr. unter Alexander dem Großen auf, laut Plutarch damit man die Krieger in der Schlacht nicht an ihren Bärten ergreifen konnte. Das Rasieren hielt sich bis Kaiser Justinian (6. Jh.), und damals waren sogar die Statuen der antiken Philosophen bartlos, obwohl Philosophen weiterhin Bärte trugen.
Barbiere schnitten die Haare, rasierten den Bart und kürzten die Nägel. Das Rasiermesser hieß ξυρόν (lat. novacula), außerdem wurde schon damals chemisch mit Enthaarungscremes depiliert.

### Römisches Reich
Zur Zeit des Römischen Reiches unterlag die Verwendung von Rasiermessern der jeweiligen Mode. Der römische Gelehrte Marcus Terentius Varro schreibt in seinem Lehrbuch De re rustica, das Rasieren des Gesichts habe sich erst um 300 v. Chr. in Rom verbreitet, nachdem P. Ticinius Menas einen Barbier aus Sizilien mitgebracht habe, und Plinius der Ältere schreibt in seiner Naturalis historia, Scipio der Jüngere sei der erste Römer gewesen, der sich jeden Tag rasierte. Auch im späteren Römischen Reich, insbesondere von der Regierung Hadrians bis zu den späten Severern und von der Herrschaft des Gallienus bis zur Römischen Tetrarchie, war das Rasieren eine selten geübte Praxis.
Ein Rasiermesser (novacula) gehörte genauso wie ein Kamm (pecten), Spiegel (speculum), Schere (acitia) und Brennschere (calamistrum) zur Standardausstattung eines römischen Barbiers. Das Messer wurde unter Verwendung von Öl auf einem Stein geschärft und nach dem Gebrauch in einem Kästchen aufbewahrt. Laut Plinius dem Älteren wurden Spinnweben zur Versorgung von Schnitten im Gesicht verwendet. In Pompeji gefundene Exemplare von frühen Klapp-Rasiermessern mit zwölf Zentimeter langen, trapezförmigen Klingen und Griffen aus Elfenbein gehörten als Luxusobjekte zum Hausstand höherer Schichten.

### Mittelalter

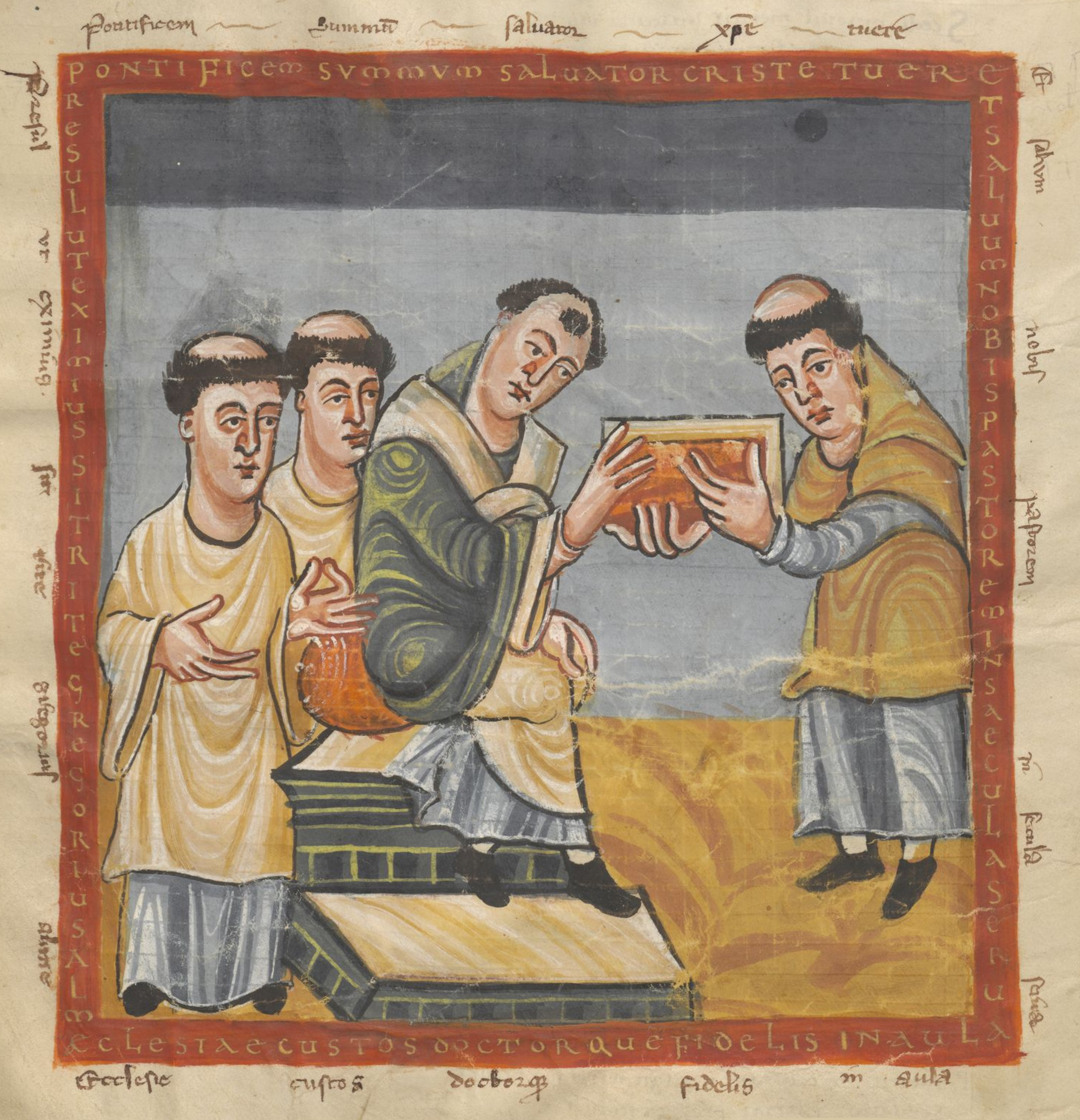
Mönche mit glatter Rasur des Gesichts und Tonsur. Dedikationsbild aus De laudibus sanctae crucis, zwischen 831 und 840

Ab der Spätantike war die Bartlosigkeit ein Kennzeichen des abendländischen Klerus. Bei den Mönchsorden regelten genaue Vorschriften die Benutzung und Verwahrung der verwendeten Rasiermesser. Sie wurden in einem geschlossenen Kasten aufbewahrt und von einem eigens hierfür bestimmten Bruder vor der Verwendung geschärft. Zur Rasur teilten sich die Mönche in Paare auf, bei denen jeweils ein Mönch das Rasiermesser und der andere eine Schüssel mit Wasser hielt. Allerdings wurde das Rasieren nicht durchgängig einheitlich gehandhabt. Mittelalterliche Bildquellen zeigen sowohl glattrasierte Kleriker als auch solche mit Vollbärten.
Spätestens im 14. Jahrhundert etablierte sich das Handwerk der Barbiere, die neben medizinischen Tätigkeiten auch die Rasur vornahmen. Da die Verwendung von Seifenschaum beim Rasieren (aus Rasierseife hergestellter Rasierschaum) erst am Ende des 15. Jahrhunderts üblich wurde, war das Rasieren mit dem Messer zu jener Zeit eine schmerzhafte Prozedur. Erleichtert wurde der Vorgang in Badestuben, in denen Wasser oder Dämpfe das Barthaar vor der Verwendung des Rasiermessers aufweichten.

### Frühe Neuzeit

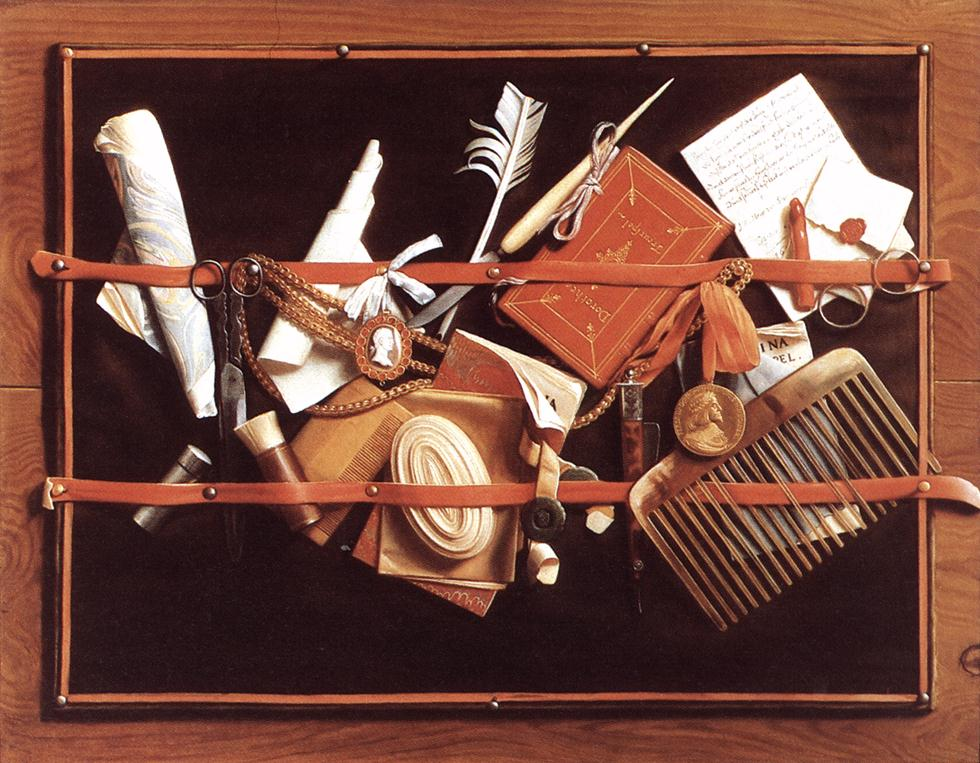
Stillleben des niederländischen Malers Samuel van Hoogstraten, datiert auf die Jahre zwischen 1666 und 1668. In der linken Bildhälfte ist ein Messer zu sehen, das in seiner Form heutigen Rasiermessern nahekommt.

Wie zu allen Zeiten stieg und fiel die Bedeutung des Rasiermessers in der Frühen Neuzeit mit der Notwendigkeit zur Rasur und damit der jeweiligen Bartmode. Anfang des 16. Jahrhunderts setzte sich – beeinflusst von der Mode des französischen Königs Franz I. – der Vollbart wieder stärker durch. Doch schon in den vierziger Jahren des 16. Jahrhunderts wurden die Vollbärte – diesmal vom spanischen Hof ausgehend – von kurzen Spitzbärten abgelöst. Im Frankreich des späten 17. Jahrhunderts waren zunächst dünne Oberlippenbärte beliebt, die – auf Ludwig XIV. Bezug nehmend – „Royale“ genannt wurden. Dass Ludwig schließlich in seinen letzten Lebensjahren gänzlich zur Glattrasur überging, wurde von späteren Autoren als der „Untergang des Bartes in […] Europa“ beklagt.
Für die Entwicklung des Rasiermessers war vor allem die Erfindung des besonders reinen und extrem harten Gussstahls Mitte des 18. Jahrhunderts von Bedeutung. Eine neue, gemeinhin Benjamin Huntsman zugeschriebene Produktionsmethode sowie das Streben englischer Stahlproduzenten nach höherer Qualität ermöglichten die Herstellung von Rasiermessern mit einer bis dahin nicht gekannten Schärfe und Schnitthaltigkeit. Die in der zweiten Hälfte des 18. Jahrhunderts aufkommende Selbstrasur wurde durch Werke wie Jean-Jacques Perrets La Pogonotomie, ou l’art d’apprendre à se raser soi-même, eine Anleitung zum eigenständigen Gebrauch des Rasiermessers aus dem Jahr 1770, sowie vergleichbare Werke von Benjamin Kingsbury und John Savigny popularisiert.

### 19. Jahrhundert

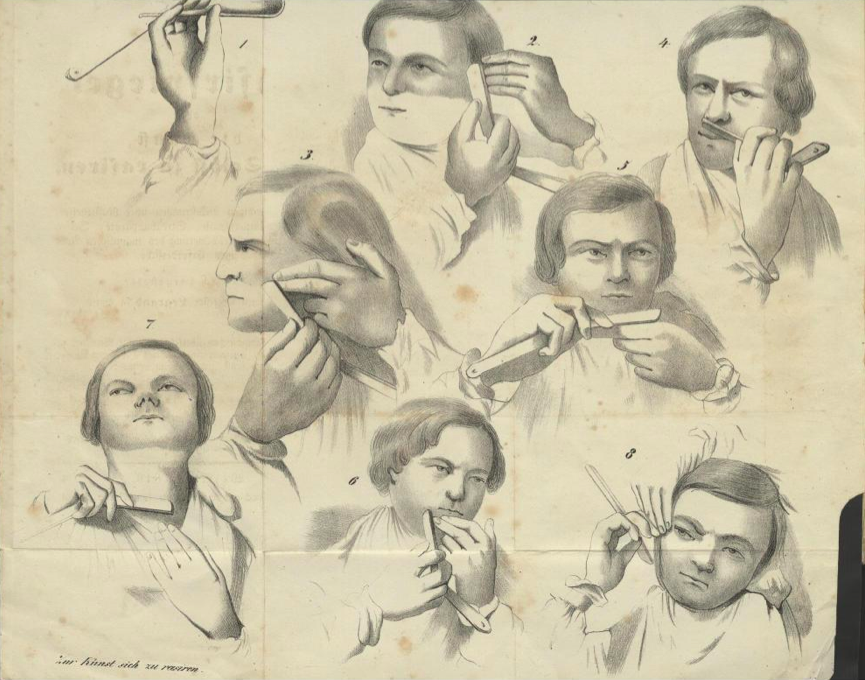
Abbildung aus Rasirspiegel oder die Kunst sich selbst zu rasiren, Weimar 1846

Das 19. Jahrhundert gilt als die „Goldene Ära“ des Rasiermessers. Mit dem Aufkommen der Serienproduktion im 19. Jahrhundert erreichten Rasiermesser eine weitere Verbreitung als jemals zuvor. Insbesondere Klingen aus Solingen, Sheffield und den französischen Zentren der Messerherstellung dominierten den Markt. Die schnelle Auflagenfolge der bereits erwähnten Anleitungen zum Gebrauch und zur Pflege von Rasiermessern belegt, in welchem Maße sich die Verwendung des Rasiermessers zu einem breite Schichten durchdringenden Phänomen entwickelte. Kingsburys Treatize on Razors erlebte zwischen 1797 und 1837 insgesamt zwölf Auflagen. Schon seit 1800 war das Buch unter dem Titel Abhandlung von Barbier-Messern auch für das deutsche Publikum verfügbar.
Während sich die Selbstrasur in England noch länger hielt, wurde sie in Deutschland gegen Ende des 19. Jahrhunderts zunehmend unüblicher. Stattdessen ging man zum Barbier, einem Gewerbe, das im Deutschland der 1890er einen kräftigen Aufschwung nahm. Laut Gnegel standen im Jahr 1895 „43.500 Erwerbstätigen im Barbiergewerbe lediglich 16.900 im Friseurgewerbe entgegen.“ Dabei kam das Rasiermesser nicht nur bei der Glattrasur zum Einsatz, denn auch Schnurrbartträger ließen sich Teile des Gesichts mit dem Messer rasieren.

### 20. und 21. Jahrhundert

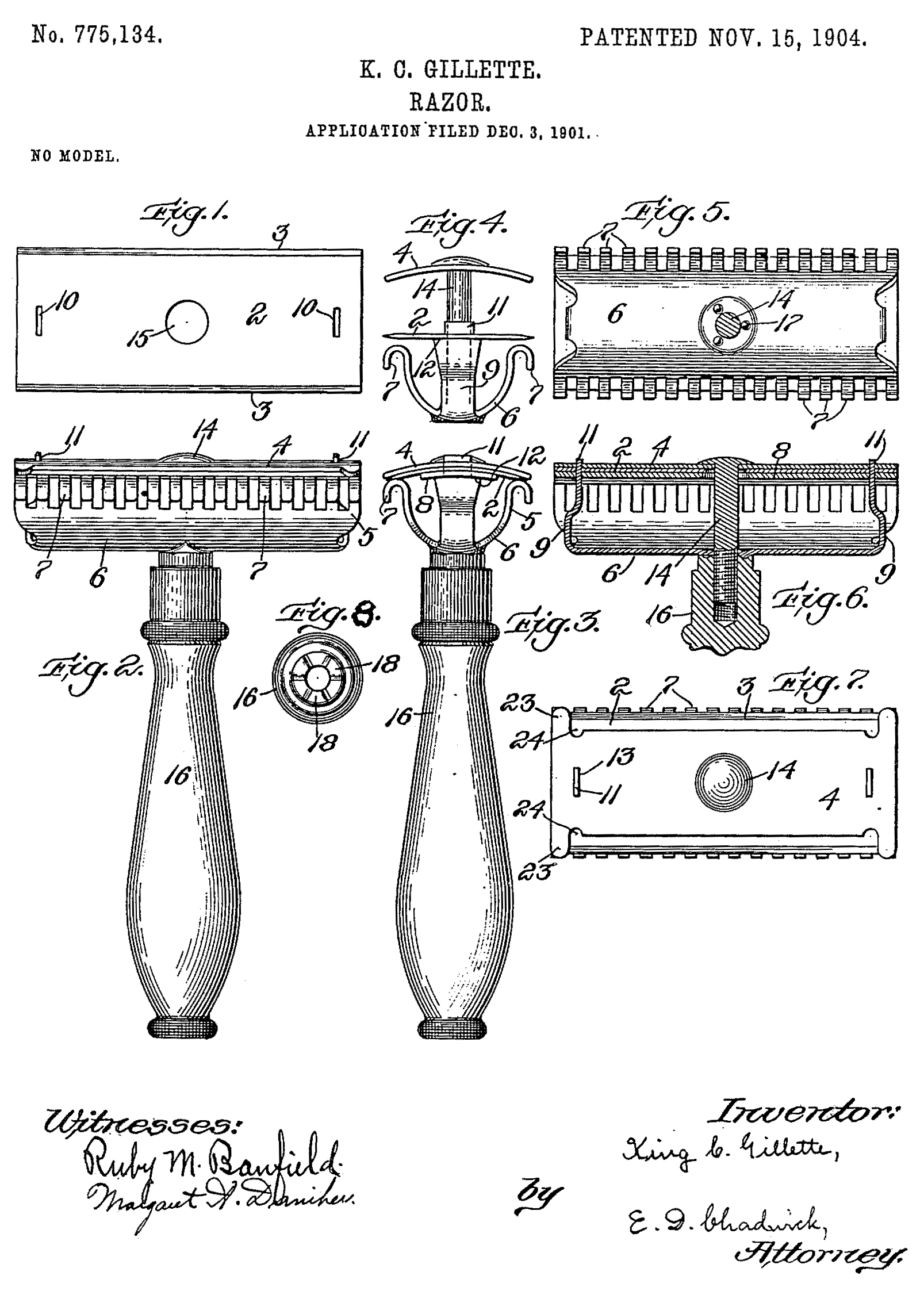
Patent für den „Safety razor“ von K. C. Gillette aus dem Jahr 1904. Im Ersten Weltkrieg wurden Rasierhobel in großen Stückzahlen an amerikanische Soldaten verteilt; ein glattrasiertes Gesicht sorgte für die korrekte Funktion der Gasmaske und war damit lebenswichtig.

Durch die Einführung des von King Camp Gillette entwickelten Rasierhobels mit austauschbarer Klinge in der ersten Hälfte des 20. Jahrhunderts wurde das Rasiermesser zurückgedrängt. Die von Gillette hergestellten Rasierklingen mussten nicht mehr nachgeschärft werden und ersparten dem Anwender damit einen bei der Verwendung von Rasiermessern notwendigen Pflegeschritt. Hersteller wie Gillette wiesen darauf hin, dass bei der Verwendung von Rasierhobeln eine geringere Ansteckungsgefahr für übertragbare Hautkrankheiten bestand als beim Besuch eines Rasiermesser benutzenden Barbiers. Zudem spare die Selbstrasur mit einem Rasierhobel von Gillette „Zeit und Geld“ und verschaffe dadurch „ein wahres Vergnügen“, wie es in einem zeitgenössischen Bericht hieß.
Nach Ende des Zweiten Weltkriegs bekam das Rasiermesser zusätzliche Konkurrenz durch die Erfindung des elektrischen Trockenrasierers. Im Bereich der Nassrasur dominieren heute Systemrasierer, bei denen auswechselbare Baugruppen aus Kunststoff mit bis zu sechs Klingen nach mehrmaliger Verwendung weggeworfen werden.
Die klassische Nassrasur mit einem Rasiermesser hat zu Beginn des 21. Jahrhunderts eine in ihrer Wirkung begrenzte Renaissance erlebt. Insbesondere nach dem Erscheinen des Kinofilms Skyfall, in dem der Hauptdarsteller Daniel Craig von seiner Filmpartnerin mit einem Rasiermesser rasiert wird und diese die Messerrasur mit den Worten „manchmal ist die altmodische Art auch die beste“ (engl. sometimes the old ways are the best) kommentiert, konnten einige der europäischen Hersteller von Rasiermessern ihre Absatzzahlen vervielfachen.

## Herstellung

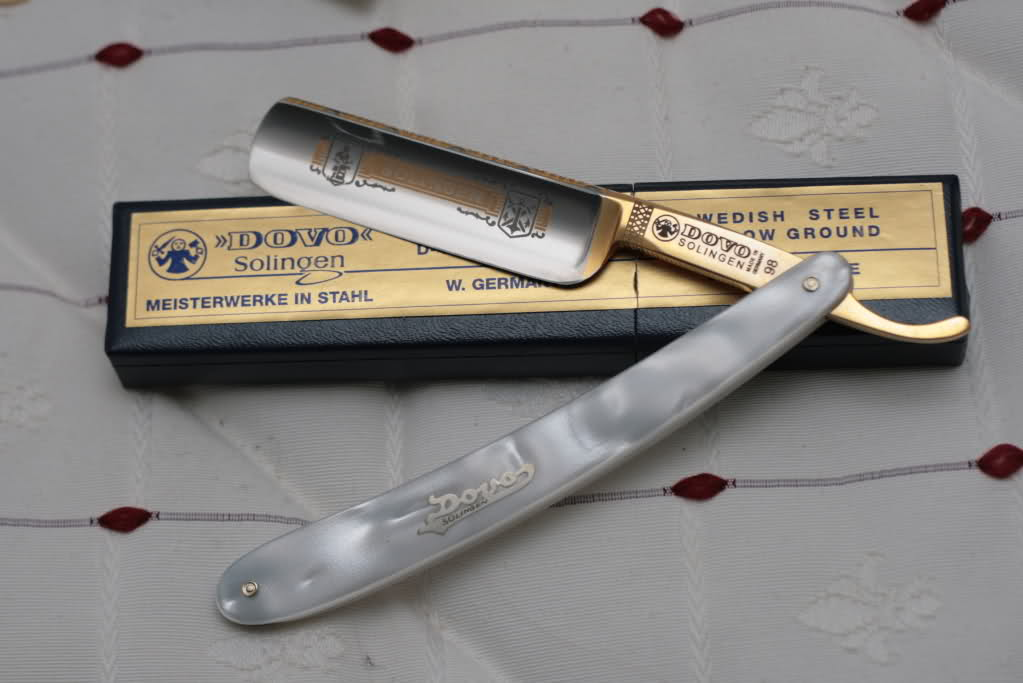
Industriell gefertigtes Rasiermesser von DOVO Solingen, einem der weltweit führenden Hersteller von Rasiermessern

Heute im Handel erhältliche industriell gefertigte Rasiermesser werden aus gewalzten Stahlbändern gefertigt. Von diesen Stahlbändern werden zunächst „Spalten“ abgeschnitten, deren Querschnitt annähernd dem der fertigen Klinge entspricht. Diese Spalten werden für die Weiterverarbeitung in einem Ofen erhitzt. Ist die gewünschte Temperatur erreicht, holt der Schmied die Metallrohlinge mit einer Zange aus dem Ofen und gibt ihnen in einem Gesenk unter einem Fallhammer ihre spätere Gestalt. Dann wird beim Entgraten das überschüssige Metall entfernt. Hierzu wird mit einer Maschine der Rand ausgestanzt.
Die auf diese Weise entstandenen Stahlrohlinge werden anschließend gehärtet, damit die späteren Rasiermesser eine ausreichende Schnitthaltigkeit aufweisen. Hierzu werden die Rohlinge für einige Minuten in ein Bad aus flüssigem, über 850 °C heißem Blei gehalten. Dann werden die Rohlinge in einem mit Öl gefüllten Becken abgekühlt, was dem Stahl seine Härte verleiht. Die beim Temperatursturz entstandenen Abweichungen werden anschließend von Hand mit Hammer und Amboss korrigiert.
In der Schleiferei erhalten die so entstandenen Rohlinge dann ihre endgültige Form. Das Hohlschleifen erfolgt mittels rotierender Schleifsteine, deren Durchmesser der Krümmung des Hohlschliffs entspricht. In einer Reihe von Arbeitsschritten gibt der Rasiermesserschleifer dem Werkstück dabei seine – je nach Fertigungsserie charakteristische – Form.
Beim anschließenden Feinschliff wird das Rasiermesser schließlich weiter geschärft. Dann werden die Klingen poliert und mit einer Verzierung versehen. Zum Anbringen von dekorativen Goldätzungen werden die Stahlklingen in ein Elektrolysebad gehängt.
Der letzte Arbeitsschritt besteht aus der Montage der Griffschalen, die individuell an jedes Messer angepasst werden, damit die empfindliche Klinge die Schalen beim Ein- und Ausklappen nicht berührt. Seine letzte Schärfe erhält das Messer auf Schleifsteinen unterschiedlicher Körnung. Anschließend wird der Grat des Messers auf einem Streichriemen aufgerichtet und das fertige Stück für den Verkauf verpackt.

## Technische Aspekte

### Aufbau

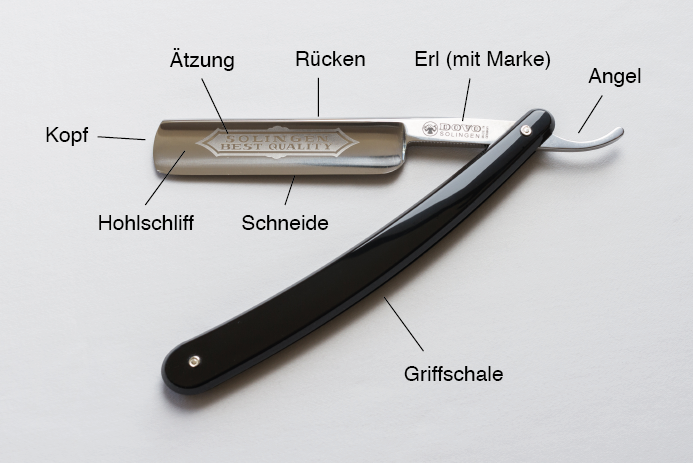
Aufbau eines Rasiermessers (-Klinge aus Kohlenstoffstahl mit Rundkopf)

Ein klassisches Rasiermesser besteht grundsätzlich aus zwei Teilen: der Klinge und dem Griff. Die Klinge ist über einen Stift in ihrem Schaft mit der Griffschale verbunden. Der Klingenschaft – auch als ‚Erl‘ bezeichnet – läuft in die Angel aus. Diese Fingerhohlung vereinfacht das Ausklappen des Messers und bietet während des Rasierens einem Finger – zumeist dem Ringfinger – Halt. Der Schaft ist häufig mit einem Markenzeichen versehen, das entweder als Gravur oder mittels eines Stempels aufgebracht ist. In einigen Fällen werden auf der Ober- oder Unterseite des Schaftes Einkerbungen angebracht, die ein Verrutschen des Messers verhindern sollen.
Die in der Regel aus besonders schnitthaltigem Kohlenstoffstahl (seltener aus rostfreiem Edelstahl) bestehende Rasiermesserklinge ist üblicherweise mit einem Hohlschliff versehen. Viele moderne Rasiermesserhersteller polieren die Klingen und bringen auf der Vorderseite eine Ätzung mit der Serien- oder Herkunftsbezeichnung an. Besonders hochwertige Klingen wie etwa diejenigen aus der Serie „Bergischer Löwe“ der Solinger Firma DOVO werden auf ihrer Vorderseite mit einer Goldätzung versehen.
Die obere Kante der Klinge wird als ‚Rücken‘ bezeichnet, die untere Kante als ‚Schneide‘. An ihrem Ende läuft die Klinge in den ‚Kopf‘ aus, der unterschiedliche Formen aufweisen kann (mehr dazu siehe unten).
Der Griff des Rasiermessers besteht zumeist aus zwei Schalen, die durch zwei bis drei Metallstifte miteinander verbunden sind. Die Griffschalen können aus Kunststoff, Holz, Perlmutt oder Horn, seltener aus exotischeren Stoffen wie Mammutelfenbein bestehen. Dabei spiegelt sich die Verwendung von hochwertigeren Materialien für den Griff zumeist im Preis des Rasiermessers wider.

### Klingentypen
Die verschiedenen Typen von Rasiermesserklingen unterscheidet man auf der Grundlage von drei Merkmalen: der Kopfform der Klinge, der Klingenbreite und dem Schliff der Klinge.

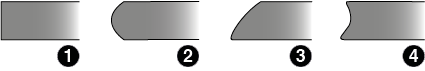
Unterschiedliche Klingenköpfe (hier idealtypisch dargestellt): 1. Gradkopf, 2. Rundkopf, 3. Französischer Kopf, 4. Spanischer Kopf.

Beim Klingenkopf unterscheidet man zwischen
- Gradkopf – der Kopf läuft an beiden Enden rechtwinklig aus. Diese Kopfform ermöglicht eine präzisiere Konturführung, kann aber bei unsachgemäßer Handhabung des Rasiermessers zu Verletzungen durch die spitzen Enden führen.
- Rundkopf – der Kopf ist abgerundet. Diese Kopfform wird häufig für Anfänger in der klassischen Nassrasur mit einem Messer empfohlen, da sie keine spitzen Enden aufweist.
- Französischer Kopf – der Kopf läuft in einem Viertelkreis aus, der sich zum Klingenende hin zuspitzt. Die Konturführung ist ähnlich präzise wie beim Gradkopf.
- Spanischer Kopf – der Kopf hat einen leichten Radius nach innen, was die Konturführung erleichtern soll.

Die Klingenbreite wird traditionell in Achtel-Zoll (engl. „Inch“) angegeben. Die im Handel verfügbaren Klingen variieren zwischen 3⁄8 und 7⁄8 Zoll; schmalere oder breitere Klingen sind sehr selten zu finden. Bei der Rasur nehmen breitere Klingen zwar eine größere Menge an Rasierschaum auf, sind aber im Vergleich zu schmaleren Klingen schwieriger an engen Gesichtspartien – wie etwa dem Bereich zwischen Nase und Oberlippe – zu führen. Die am häufigsten verwendete Klingenbreite ist 5⁄8 Zoll. Sie ist insbesondere bei Anfängern in der klassischen Nassrasur beliebt.
Eines der wichtigsten Qualitätsmerkmale eines Rasiermessers ist der Schliff der Klinge. Art und Form des Klingenschliffs haben entscheidenden Einfluss auf die Güte der Rasur. Sie beeinflussen die Flexibilität und die Schärfe der Schneide.
Die meisten Rasiermesserklingen, die heute in den Handel gelangen, sind mit einem Hohlschliff versehen. Je nach Stärke der Hohlung reicht die Bezeichnung der Klingen von derb (flacher Schliff) über halbhohl bis vollhohl. Darüber hinaus gibt es auch noch einige Spezialschliffe, wie extrahohle Messer oder Varianten mit einem sogenannten Wall zur Stabilisierung der Klinge. Als Faustregel heißt es, je hohler der Schliff, desto hochwertiger das Messer. Mit zunehmender Hohlung wird die Klinge deutlich flexibler und kann sich bei der Rasur besser schwierigen Gesichtspartien anpassen.

## Gebrauch und Pflege

### Vor der Rasur

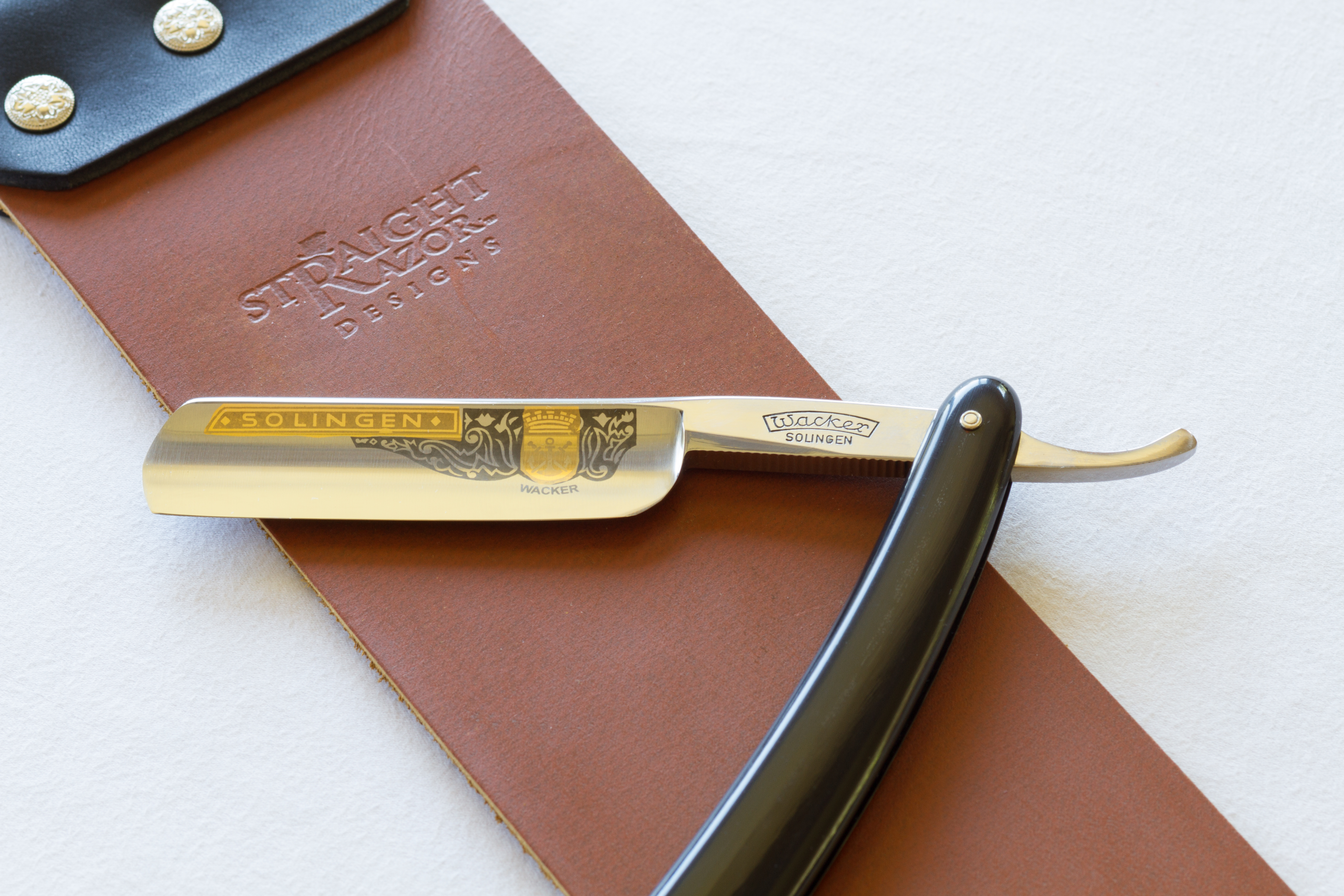
Rasiermesser auf einem ledernen Streichriemen

Um größtmögliche Wirkung zu erzielen, muss ein Rasiermesser so scharf wie möglich sein. Vor jeder Rasur sollte das Messer deshalb auf einem Streichriemen „abgeledert“ werden, um den feinen Grat der Messerschneide, der nach der letzten Rasur winzige Unebenheiten aufweist, wieder aufzurichten.
Das Abledern erfolgt, indem das Rasiermesser flach auf den Streichriemen aufgelegt und dann mit wenig Druck in Richtung Klingenrücken streichend über das Leder gezogen wird. Durch die Verwendung eines mit einem Schleifmittel behandelten Streichriemens aus Stoff oder eines Balsaholzstabs kann das Rasiermesser zusätzlich poliert werden.

### Während der Rasur

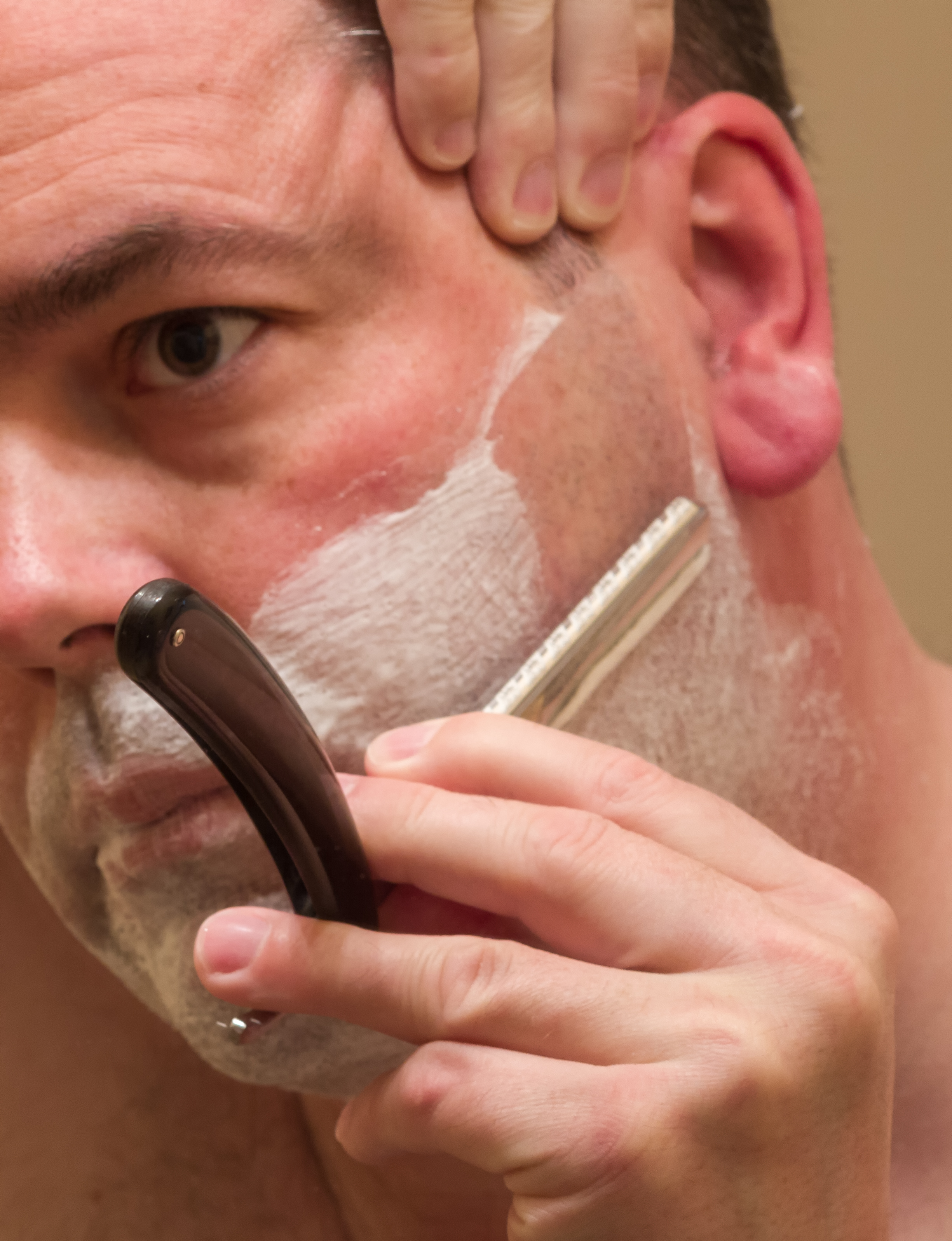
Eine Hand hält das Rasiermesser, mit der anderen wird die Haut gestrafft.

Zur Vorbereitung der klassischen Nassrasur wird die untere Gesichtshälfte mit einem Rasierpinsel und unter Verwendung von Rasierseife oder Rasiercreme eingeschäumt. Einige Nutzer verwenden vor dem Einschäumen zusätzlich ein spezielles Pre-Shave-Öl, um ein besseres Gleiten der Klinge zu ermöglichen.
Während der Rasur wird das Rasiermesser in einem Winkel von 30° zur Gesichtshaut geführt. Hierzu wird das Rasiermesser so weit aufgeklappt, dass der Griff im rechten Winkel zur Klinge steht. Das Rasiermesser kann dann in drei verschiedenen Haltungen geführt werden: Bei der „Eins-zu-eins-Haltung“ liegt allein der Zeigefinger auf dem Erl, dem Schaft des Messers, bei der „Zwei-zu-eins-Haltung“ liegen Zeige- und Mittelfinger auf dem Erl und bei der „Drei-zu-eins-Haltung“ Zeige-, Mittel- und Ringfinger. Die Wahl der Haltung ist letztendlich eine Frage der persönlichen Vorliebe und hängt von dem Gefühl ab, mit welcher Haltung die beste Balance zwischen Kontrolle über das Rasiermesser und flexibler Klingenführung erzielt werden kann. Je nach Haltung des Messers liegen der oder die nächsten, dem Körper abgewandten Finger auf der Hohlung der Angel.

### Nach der Rasur
Nach der Rasur bedarf die Klinge spezieller Pflege – sie muss gründlich gereinigt und getrocknet werden. Da Rasiermesser in der Regel aus nicht rostfreiem Stahl bestehen, sind sie besonders anfällig für Rost. Deshalb sollte die Klinge bei längerer Nichtbenutzung mit einem Waffenöl wie Ballistol eingeölt werden.
Wird ein Rasiermesser durch das Abziehen auf dem Lederriemen nicht mehr scharf genug für eine Rasur, muss es mit Hilfe eines Abziehsteins (z. B. Belgischer Brocken, Arkansasstein) nachgeschärft werden. Im Gegensatz zum Abziehen auf dem Lederriemen schleift man beim Abziehen auf dem Stein Material ab.
Zu Zeiten, als die Rasur mit einem Rasiermesser die bevorzugte Methode der Nassrasur war, schafften sich vermögendere Nutzer einen Satz von sieben Messern an. Verkauft wurden diese Messersätze in speziellen Aufbewahrungsbehältnissen, in denen die einzelnen Rasiermesser mit „Sonntag“ bis „Samstag“ gekennzeichnet waren. Laut Phillipp L. Krumholz lag die Anschaffung eines Wochensatzes an Messern darin begründet, dass die über Land ziehenden Scherenschleifer nicht immer verfügbar waren und eine größere Zahl von Messern dafür sorgte, dass zumindest eines von ihnen die für die Rasur ausreichende Schärfe aufwies.

## Kulturgeschichte

### Rasiermesser in religiösen Ritualen und Vorstellungen

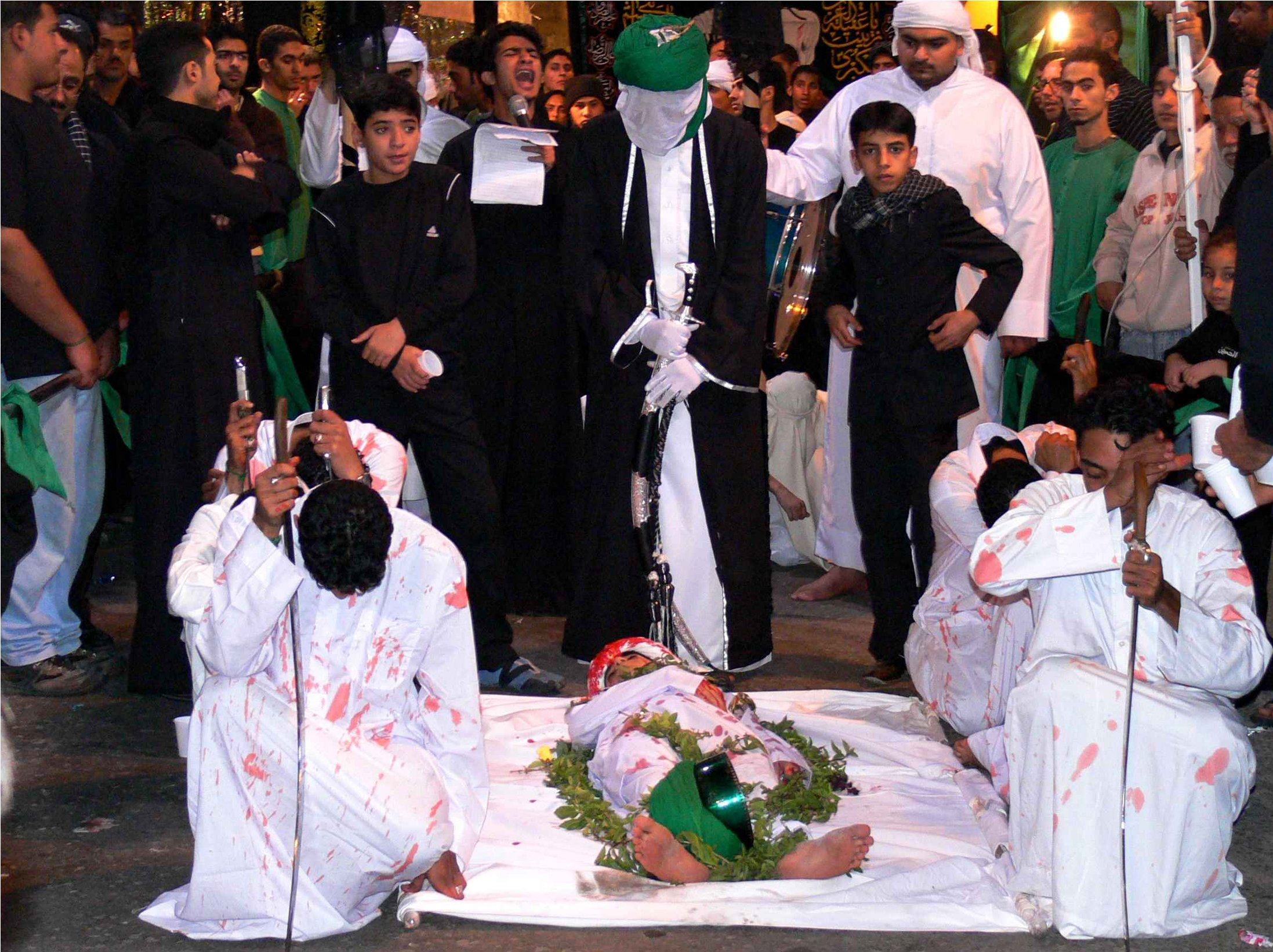
Aschura-Inszenierung (ta’ziya) in Bahrain

Außerhalb ihres eigentlichen Verwendungszweckes spielen Rasiermesser eine Rolle in verschiedenen religiösen Ritualen und Vorstellungen. So kommt es etwa im Zuge der alljährlich stattfindenden Aschura-Riten zu Ehren des Martyriums des dritten Imams Husain ibn ʿAlī traditionell zu Selbstgeißelungen, bei denen sich einige der teilnehmenden jungen Männer unter anderem mit Rasiermessern Schnitte im Stirnbereich zufügen lassen. Anschließend gehen die Männer durch die Straßen, um durch die Zurschaustellung ihrer blutgetränkten Kleider und blutverschmierten Gesichter ihre Treue zum schiitischen Glauben zu bezeugen.
In Indien werden Rasiermesser bis heute im Chudakarana (auch: Mundana), einem der Übergangsrituale des Hinduismus, eingesetzt. Dabei wird Kindern der Kopf rasiert, um sie auf diese Weise von unerwünschten Eigenschaften aus ihren vorigen Leben zu befreien und ihnen ein neues langes Leben zu garantieren.

### Rasiermesser als chirurgisches Werkzeug bei Beschneidung und Geburt
In Ländern, in denen Beschneidungen des Penis (Zirkumzision) oder der Klitoris (Klitoridektomie) üblich sind, fungiert das Rasiermesser häufig als chirurgisches Werkzeug. So ist etwa von der traditionellen Beschneidungszeremonie von neun- bis zehnjährigen Jungen auf Samoa überliefert, dass diese entweder mit einem Rasiermesser, einem Bambusmesser oder einer Glasscherbe vorgenommen wurde. Bei den Efik, einem im Südosten Nigerias lebenden Volk, wurden bis mindestens in die 1950er Jahre die Entfernung der Klitoris sowie die Entfernung der Penisvorhaut mit einem Rasiermesser vorgenommen. Die in Tunesien lebenden Berber nutzten Rasiermesser in der ersten Hälfte des 20. Jahrhunderts zur Durchtrennung der Nabelschnur bei Neugeborenen.

### Rasiermesser in der Kriminalitätsgeschichte der Neuzeit
Aufgrund seiner außerordentlichen Schärfe ist ein Rasiermesser auch eine gefährliche Waffe. Rasiermesser als Tatwerkzeuge wurden sowohl von kriminellen Einzeltätern als auch von Gruppen verwendet. Im Zuge der Racecourse Wars (dt. Rennbahn-Kriege) fochten englische Banden wie die Birmingham Boys in den 1920er und 1930er Jahren blutige Schlachten um die Kontrolle des Pferdewettengeschäfts aus und bauten dabei auf die besonders abschreckende Wirkung der scharfen Rasiermesserklingen. In Australien gingen organisierte Banden Ende der 1920er Jahre als Razor Gangs in die Geschichte ein. Sie setzten Rasiermesser ein, nachdem der Schusswaffenbesitz in New South Wales durch den Pistol Licensing Act von 1927 eingeschränkt worden war.
Darüber hinaus gibt es Fälle, in denen Rasiermesser von Einzeltätern zur Verstümmelung oder Zerstückelung ihrer Opfer benutzt wurden. In Deutschland erregte vor allem die Tat des in Bayreuth stationierten amerikanischen Offiziers Gerald M. Werner Aufsehen, der seine Freundin Ursula im März 1966 im Bad umbrachte und die Bewusstlose dabei mit einem Rasiermesser zerstückelte. Nachdem das Bayreuther Schwurgericht Werner wegen Schuldunfähigkeit von der Mordanklage freigesprochen hatte, bestätigte der Bundesgerichtshof dieses Urteil im April 1967. Beide Urteile riefen in der deutschen Öffentlichkeit heftige Diskussionen hervor.

### Rasiermesser in der Weltliteratur

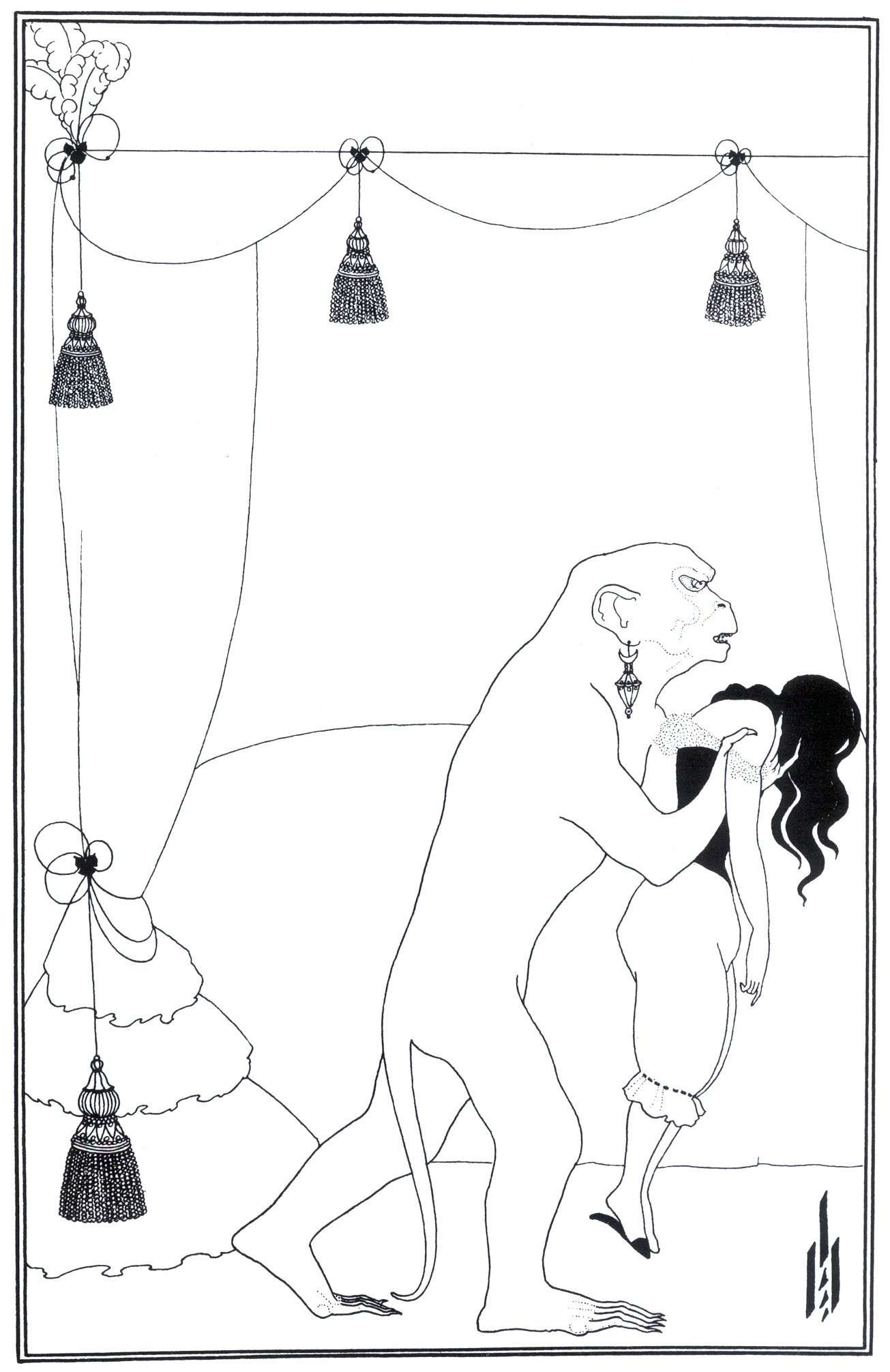
In Edgar Allen Poes Kurzgeschichte The Murders in the Rue Morgue tötet ein Orang-Utan eine Frau mit einem Rasiermesser.

In der Weltliteratur gibt es zahlreiche Werke, in denen Rasiermesser eine prominente Rolle spielen. Häufig dienen Rasiermesser dabei als Mordwerkzeug, so etwa in Edgar Allan Poes Kurzgeschichte The Murders in the Rue Morgue, in der ein Orang-Utan eine Frau beim Nachahmen des Rasiervorgangs mit einem Rasiermesser tötet, oder in dem Kriminalroman Das Versprechen von Friedrich Dürrenmatt (nach der Drehbuchvorlage des Films Es geschah am hellichten Tag), in dem ein Mädchen im Wald aufgefunden wird, das mit einem Rasiermesser ermordet wurde.
Neben der Verwendung in der Kriminalliteratur tauchen Rasiermesser im Zusammenhang mit Mord auch in anderen Werken der Weltliteratur auf. In The Posthumous Papers of the Pickwick Club von Charles Dickens sinniert einer der Protagonisten darüber nach, seine Frau im Schlaf mit einem Rasiermesser zu töten, lässt aber noch in letzter Sekunde davon ab. In William Faulkners Roman Light in August wird Joanna Burden mit einem Rasiermesser getötet und dabei beinahe geköpft, wobei es laut der Literaturwissenschaftlerin Martha Banta der Glaube des Mörders an seine eigene schwarzafrikanische Herkunft ist, der ihn zum Rasiermesser statt zur Pistole greifen lässt.
Darüber hinaus spielt das Rasiermesser eine Rolle als Werkzeug zum Suizid. In August Strindbergs Tragödie Fröken Julie überzeugt Jean, der Diener des Grafen, Julie am Ende davon, sich zu töten. In der Schlussszene des Dramas gibt er ihr ein Rasiermesser, woraufhin Julie mit dem Messer in der Hand die Bühne verlässt.
Weiterhin tauchen Rasiermesser in Werken der Weltliteratur in Szenen auf, in denen sich eine männliche Figur rasiert. Mit Bezug auf die prominent am Beginn des Romans Ulysses von James Joyce beschriebene Rasur Buck Mulligans weist Cheryl Temple Herr in ihrem Essay Joyce and the Art of Shaving darauf hin, dass das von Mulligan benutzte Rasiermesser und die Art seiner sehr vorsichtigen Handhabung dem Leser Interpretationsansätze zu Mulligans Charakter bieten.
Und schließlich werden Rasiermesser immer dann in die Handlung eingeführt, wenn es gilt, die besondere Härte ihres Stahls zu betonen. So etwa, wenn Kapitän Ahab in Herman Melvilles Roman Moby-Dick seinen Schiffsschmied anweist, seine Rasiermesser (the best of steel) zur Anfertigung einer besonders scharfen Harpune zu verwenden.
Neben ihrer fiktionalen Verwendung spielten Rasiermesser auch eine reale Rolle bei Suiziden von Literaten. So schnitt sich der österreichische Schriftsteller Adalbert Stifter im Jahr 1868 mit einem Rasiermesser die Halsschlagader auf, und der italienische Autor Emilio Salgari beging 1911 mit einem Rasiermesser Suizid nach Art des Seppuku.

### Rasiermesser im Film
Der surrealistischen Film Un chien andalou von Luis Buñuel und Salvador Dalí aus dem Jahr 1929 zeigt in seiner Anfangsszene, wie ein Mann einer vor ihm sitzenden Frau mit einem Rasiermesser durch den Augapfel schneidet. Die Filmwissenschaftlerin Elisabeth H. Lyon bezeichnete diese Szene als „Angelpunkt“, von dem aus „die Schockwellen des restlichen Films ausströmen“.
In amerikanischen Kinofilmen werden Rasiermesser in Nassrasurszenen häufig dazu eingesetzt, die Männlichkeit der sich rasierenden Figuren zu betonen. Besonders im Gangster-, Western- und Abenteuerfilm-Genre sind eine Reihe bekannter Hollywood-Darsteller wie Edward G. Robinson (Key Largo, 1948), Humphrey Bogart (African Queen, 1951), oder Clint Eastwood (High Plains Drifter, 1973) bei der Messerrasur zu sehen. Mit nur wenigen Ausnahmen wird die Rasur mit dem Messer als eine rein männliche Beschäftigung dargestellt. Wenn Frauen in die Szene einbegriffen sind, dann häufig, um die besondere Gefährlichkeit der Messerrasur zu betonen (etwa, wenn Angie Dickinson ihren Filmpartner Dean Martin in dem 1958 entstandenen Western Rio Bravo rasiert, oder in der Rasurszene des 2012 erschienenen James-Bond-Films Skyfall, bei dem Naomie Harris die Halspartie ihres Filmpartners Daniel Craig gegen die Wuchsrichtung der Barthaare rasiert und dies mit den Worten „This is the tricky part“ kommentiert). Vereinzelt wird dabei auch die Rasur mit dem Systemrasierer als „weiblich“ von der als „männlich“ geltenden Messerrasur abgegrenzt (so etwa in dem 1959 erschienenen Film North By Northwest, in dem Cary Grant sich in einem öffentlichen Waschraum mit dem Systemrasierer seiner Filmpartnerin rasiert, während ein neben ihm stehender und ihn in Körpergröße überragender Darsteller eine Messerrasur praktiziert). Und nicht zuletzt findet das im englischsprachigen Kulturraum bisweilen als „cut-throat“ (dt. „Halsabschneider“) bezeichnete Rasiermesser in Hollywood-Filmen auch Verwendung als Waffe (so etwa in dem 2003 erschienene Science-Fiction-Film Matrix Reloaded) oder als Werkzeug (etwa wenn Uma Thurman in dem 2004 erschienenen Film Kill Bill – Volume 2 ihre Fesseln mit einem solchen Messer durchschneidet).

### Sammlerszene

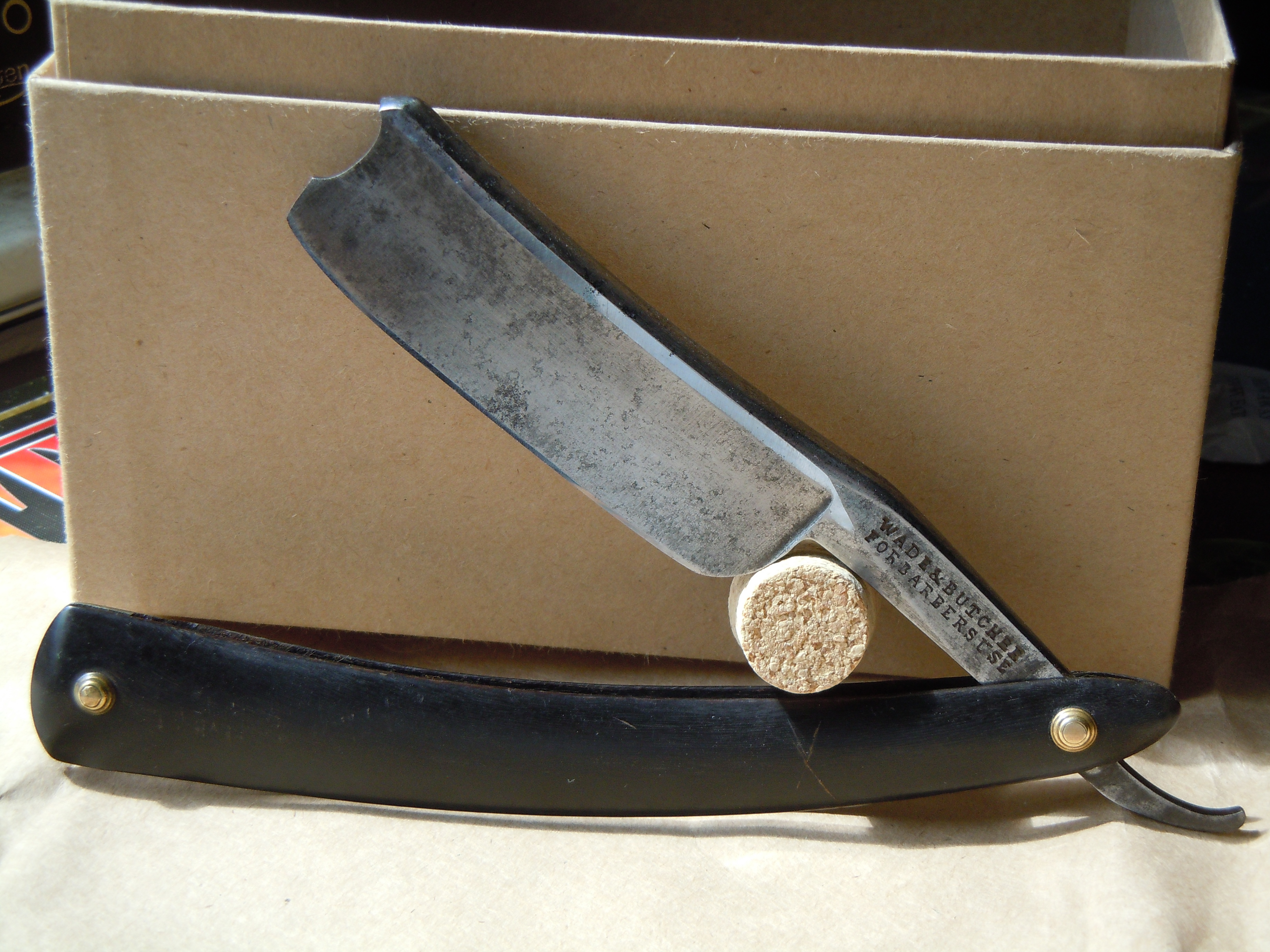
Sammlerstück: Rasiermesser der englischen Manufaktur Wade & Butcher, Sheffield (gegründet 1820, Produktion eingestellt 1959)

Insbesondere im anglo-amerikanischen Sprachraum hat sich rund um das Rasiermesser eine Sammlerszene entwickelt, die sich unter anderem über das Internet organisiert. Dabei geht es – wie bei anderen Sammeltätigkeiten auch – in vielen Fällen darum, entweder besonders seltene oder alte und in ihrem Originalzustand erhaltene Stücke zu sammeln. Der Preis der Sammlerstücke wird beim Sammeln von Rasiermessern häufig durch die – bisweilen kunstvoll verzierte – Griffschale bestimmt. Veröffentlichungen wie Roy Ritchies und Ron Stewarts Standard Guide to Razors: Identification and Values (2007 in dritter Auflage erschienen) sowie Robert Doyles Straight Razor Collecting: An Illustrated History and Price Guide (1980) stellen dabei wichtige Hilfsmittel für die Sammler dar.

### Weitere Verwendungen des Wortes „Rasiermesser“
In der englischen Sprache wird das Wort „Rasiermesser“ (engl. „razor“) außerhalb seines eigentlichen Sinnzusammenhanges in drei Bezeichnungen verwendet. Der Begriff „Occam’s Razor“ bezeichnet ein heuristisches Forschungsprinzip aus der Scholastik, das bei der Bildung von erklärenden Hypothesen und Theorien Sparsamkeit gebietet. Das „Rasiermesser“ lässt sich hierbei als Metapher verstehen: Die jeweils einfachste passende Erklärung ist vorzuziehen, alle überflüssigen Zusatzannahmen werden wie mit einem Rasiermesser abgeschnitten. Die traditionelle deutsche Bezeichnung für dieses Prinzip lautet allerdings „Ockhams Skalpell“, verwendet mithin ein anderes Schneidwerkzeug zur Verdeutlichung. Darüber hinaus gibt es im Englischen auch den Begriff „Hanlon’s Razor“, der sich als Bezeichnung für die Lebensweisheit „Schreibe nichts der Böswilligkeit zu, was durch Dummheit hinreichend erklärbar ist“ eingebürgert hat. Dieser Begriff ist von „Occam’s Razor“ inspiriert und taucht erstmals in der zweiten Hälfte des 20. Jahrhunderts im Umfeld der amerikanischen Hacker-Kultur auf. Die im Süden der USA lebende Population verwilderter Hausschweine, die sich mit ausgesetzten Wildschweinen gekreuzt haben, wird Razorbacks genannt. Der Name stammt von einer Linie hochstehender Rückenhaare, die reine Hausschweine normalerweise nicht besitzen.

## Hersteller (Auswahl)
Nachfolgend werden nur Rasiermesserhersteller genannt, die auch heute noch produzieren. Zu ehemaligen Herstellern geben die unter Handreichungen für Sammler aufgeführten Werke Auskunft.
| Hersteller      | Gegründet | Standort       | Land               | Anmerkungen                                                                                         |
| --------------- | --------- | -------------- | ------------------ | --------------------------------------------------------------------------------------------------- |
| Böker           | 1869      | Solingen       | Deutschland        | nach Ende des Zweiten Weltkrieges eingestellt, wurde die Fertigung inzwischen wieder aufgenommen    |
| Thiers Issard   | 1884      | Thiers         | Frankreich         | einer der führenden Hersteller von Rasiermessern in Europa; verarbeitet Klingen aus Sheffield-Stahl |
| DOVO            | 1906      | Solingen       | Deutschland        | weltweit größter Rasiermesserhersteller                                                             |
| Revisor         | 1919      | Solingen       | Deutschland        | traditionell handgefertigte Rasiermesser                                                            |
| Wacker          | 1940      | Solingen       | Deutschland        | Rasiermesser aus traditioneller Handarbeit                                                          |
| Mastro Livi     | k. A.     | Perugia        | Italien            | Familienbetrieb spezialisiert auf Einzelstücke                                                      |
| Robert Williams | 2006      | East Liverpool | Vereinigte Staaten | Einzelstücke aus Handfertigung                                                                      |
| Hart Steel      | 2009      | Palm Springs   | Vereinigte Staaten | individuelle Rasiermesser nach dem Baukastensystem sowie Einzelstücke                               |
| Ralf Aust       | k. A.     | Solingen       | Deutschland        | |

### Darstellungen
Zur Geschichte des Rasiermessers
- Frank Gnegel: Bart ab. Zur Geschichte der Selbstrasur. DuMont, Köln 1995, ISBN 3-7701-3596-2.

Zum Gebrauch des Rasiermessers
- Shaving made easy. What the man who shaves ought to know. The 20th century correspondence school, New York NY 1905, online abrufbar über das Internet Archive.

 Handreichungen für Sammler
- Phillip L. Krumholz: A History of Shaving and Razors. Ad Libs, Bartonville IL 1987 (enthält – abweichend vom Titel – lediglich einen kurzen Abschnitt zur Geschichte des Rasiermessers und ansonsten eine ausführliche Liste mit Angaben zu Messerherstellern und Marken).
- Roy Ritchie, Ron Stewart: The Standard Guide to Razors. Identification and Values. 3. Auflage. Collector Books, Paducah KY 2007, ISBN 978-1-57432-550-8.
- Robert A. Doyle: Straight Razor Collecting. An Illustrated History and Price Guide. Collector Books, Paducah KY 1980, ISBN 0-89145-126-9.

#### Video zur Herstellung
- SWR Handwerkskunst: Wie man ein Rasiermesser macht auf YouTube, 11. März 2025 (deutsch; Laufzeit: 30:07 min).